# 作並駅
作並駅（さくなみえき）は、宮城県仙台市青葉区作並字相ノ沢にある、東日本旅客鉄道（JR東日本）仙山線の駅である。
当駅舎内に設置されている作並簡易郵便局についても解説する。

## 歴史
当駅は仙山東線延長に伴い1931年（昭和6年）8月30日に開設した。当時は仙山東線の終端駅だった。当駅開設には岩松旅館の主で県会議員でもあった岩松亥之助が関わっていたと言われる。この当時、駅の周辺には人家が3軒しかなかった。駅の設置をきっかけに鉄道職員の住居が造られるなどして、集落が形成された。

### 作並機関区・仙山線管理所
仙台と山形からそれぞれ線路が延びる形で建設された仙山線は、1937年（昭和12年）11月10日に全線開通した。宮城県と山形県の県境には奥羽山脈を横断するための仙山トンネルが建設された。仙山トンネルは総延長5361メートルを誇るトンネルである。この中で機関士や乗客を蒸気機関車の煙害から守るため、仙山トンネルを含む作並駅から山寺駅の区間は初めから直流電化で建設され、電気機関車がここを走ることになった。仙山線の全線開通と同時に、作並駅には機関車の車両基地が設けられた。
作並駅に置かれた機関車の車両基地は、当初は仙台機関区作並機関支区といった。これは合計40名あまりの組織であり、東京や水上の機関区で学んだ22名が中核となった。車両については直流用のED19形電気機関車4両がここに配置された。作並機関支区は1947年（昭和22年）に本区として独立して作並機関区となった。1950年代に仙山線の北仙台駅から作並駅の区間が交流電化の試験路線となり、作並機関区には交流用機関車のED44形・ED45形が配置され、各種の試験に供された。また同時に交流区間と直流区間の接続駅になったことから、交流・直流の地上切替方式の設備が設けられ、1958年（昭和33年）からは交直流電車の車上切替方式の試験も行われている。
1960年（昭和35年）8月20日、作並に仙山線管理所が置かれ、作並機関区は仙山線管理所車両科となった。管理所制度は、地方線区の実情にあった路線経営を目指すために、国鉄が1956年（昭和31年）に起こした制度である。仙山線管理所は国鉄仙台鉄道管理局の中では6番目に発足した管理所で、270名あまりの人員がここに所属した。仙山線管理所は、経営改善のほかに、鉄道施設への落石や雪崩の防止に取り組み、列車の安全運行を目指した。仙山線管理所は1968年（昭和43年）9月に廃止されることになり、これに伴って検修要員は長町機関区へ、その他の人員は仙台運転所へ異動した。所属していた機関車は他所の基地へ転属するか廃車となった。これはちょうど、仙山線全線が交流電化に統一された時期にあたった。
上記以外で作並に所属した機関車としては、ED14形、ED17形、ED37形（ED29形）、ED60形、ED93形（ED77形）があった。

### 転車台
仙山線のうち、当駅と山寺駅には以前使用されていた転車台遺構が残っている。この転車台は仙台や山形から列車を牽引してきた蒸気機関車が向きを変えるための物で、作並駅が下路式、山寺駅が上路式の転車台である。作並駅の転車台が下路式なのは、雨水の自然排水には限度があり深くできないことと、北側斜面の地山が近いため地盤が固く掘りにくいことが原因と考えられている。長さは約18メートル、幅は3メートル、高さは4メートル、転車台坑の深さは80センチメートルである。主桁を構成する鉄骨が錆びており、運転台の屋根と窓枠がなくなっているが、取囲む円形軌条を含めてほぼ当時の形を留めている。1960年台後半、全線電化と蒸気機関車廃止で転車台は使用されなくなり、作並駅の転車台は土砂に埋められて上部の集電装置だけが見える状態になっていた。しかし2014年（平成26年）に市民団体「関山街道フォーラム協議会」が委員会を設立し、同年3月にこれを掘り起こし、同時に取除いた土砂を活用して転車台を見下ろせる簡便な展望台が新設された。同年、両駅の転車台が「仙山線鉄道施設群」の一部として土木学会選奨土木遺産に登録された。

### 年表
- 1931年（昭和6年）8月30日：開業[新聞 1]。

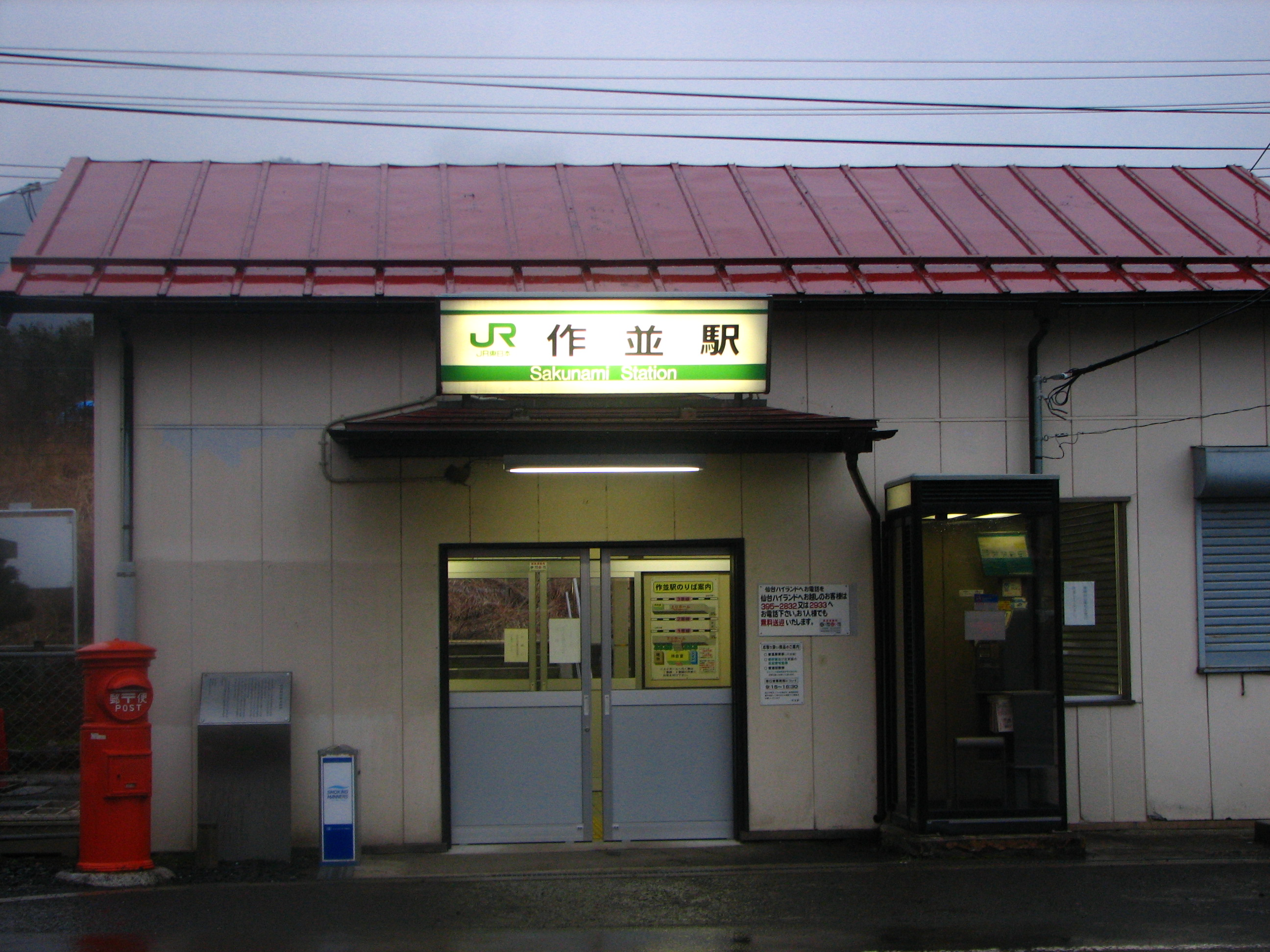
旧駅舎（2007年3月）

- 1969年（昭和44年）11月1日：ニッカウヰスキー専用線開設、これに伴い専用線発着車扱貨物の取り扱いを開始[11]。
- 1971年（昭和46年）4月1日：荷物の扱いを廃止[12]。旅客の取り扱いについては駅員無配置とし[13]、運転要員のみ配置[新聞 4]。
- 1980年（昭和55年）6月1日：貨物の営業を廃止[11]。
- 1985年（昭和60年）3月14日：無人化。
- 1986年（昭和61年）：簡易委託化。
- 1987年（昭和62年）4月1日：国鉄分割民営化により、東日本旅客鉄道の駅となる[11]。
- 2008年（平成20年）3月：木造の新駅舎が完成[新聞 5]。
- 2014年（平成26年）4月1日：ICカード「Suica」の利用が可能となる[報道 2]。
- 2020年（令和2年）10月1日：愛子駅の業務委託化に伴い、仙台地区センター管理下となる。
- 2023年（令和5年）3月23日：作並・定義地区観光案内所の再編に伴い、仙台観光国際協会による乗車券委託販売（簡易委託）の受託を解除し、終日無人化[14]。
- 2024年（令和6年）
  - 1月24日：駅舎内に作並簡易郵便局（日本郵便）を設置し、同局に乗車券の販売や列車の案内業務等を委託（後述）[報道 1][新聞 2]。
  - 10月1日：えきねっとQチケのサービスを開始[15][報道 3]。

## 駅構造
単式ホーム1面1線と島式ホーム1面2線、計2面3線のホームを有する地上駅である。互いのホームは仙台方にある構内踏切で連絡している。仙台方のホームの北側には作並機関区の名残の機関庫があり、現在は保線基地として活用されている。また、前述の通りここには転車台の遺構があるほか、線路の南側に木造駅舎があり、出入口はこの1箇所である。ホームから駅舎への降り口に大きな作並こけしのオブジェ「作並太郎」「作並花子」と、交流電化発祥の碑がある。この石碑は当時の機関区長がコツコツと自作した物だという。なお、旧駅舎は無人化の際に西側半分が減築・撤去されてスペースを縮小しており、それ以前は改札口および駅舎への降り口は東西2箇所にあった。
仙台統括センター（仙台駅）管理の簡易委託駅である。以前は観光案内所が出札業務を受託していたが、閉鎖に伴い無人化された。その後、旧観光案内所スペースに作並簡易郵便局が開局し、郵便局が営業する平日のみ出札業務を再開した。業務は仙台市内の不動産管理会社に委託している。乗車駅証明書発行機と簡易Suica改札機が設置されている。また、以前は急行「べにばな」の間合いで使われていた列車の夜間滞泊が設定されていた。
JRの特定都区市内制度における「仙台市内」の駅である。

### のりば
| 番線 | 路線    | 方向 | 行先     |
| ---- | ------- | ---- | -------- |
| 1    | ■仙山線 | 下り | 山形方面 |
| 2・3 | ■仙山線 | 上り | 仙台方面 |

- 当駅始発は3番線を使用する。

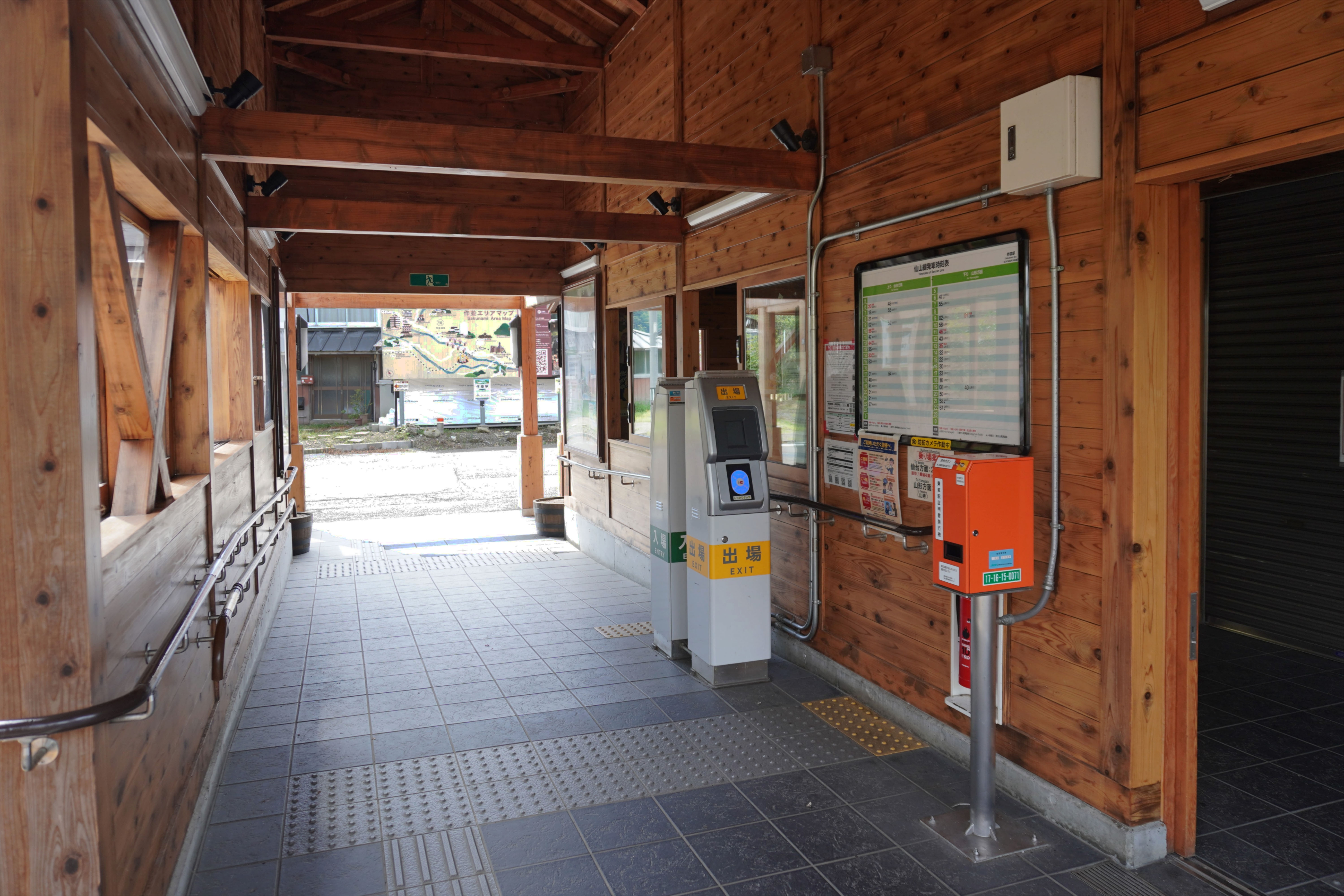
改札口（2023年9月）
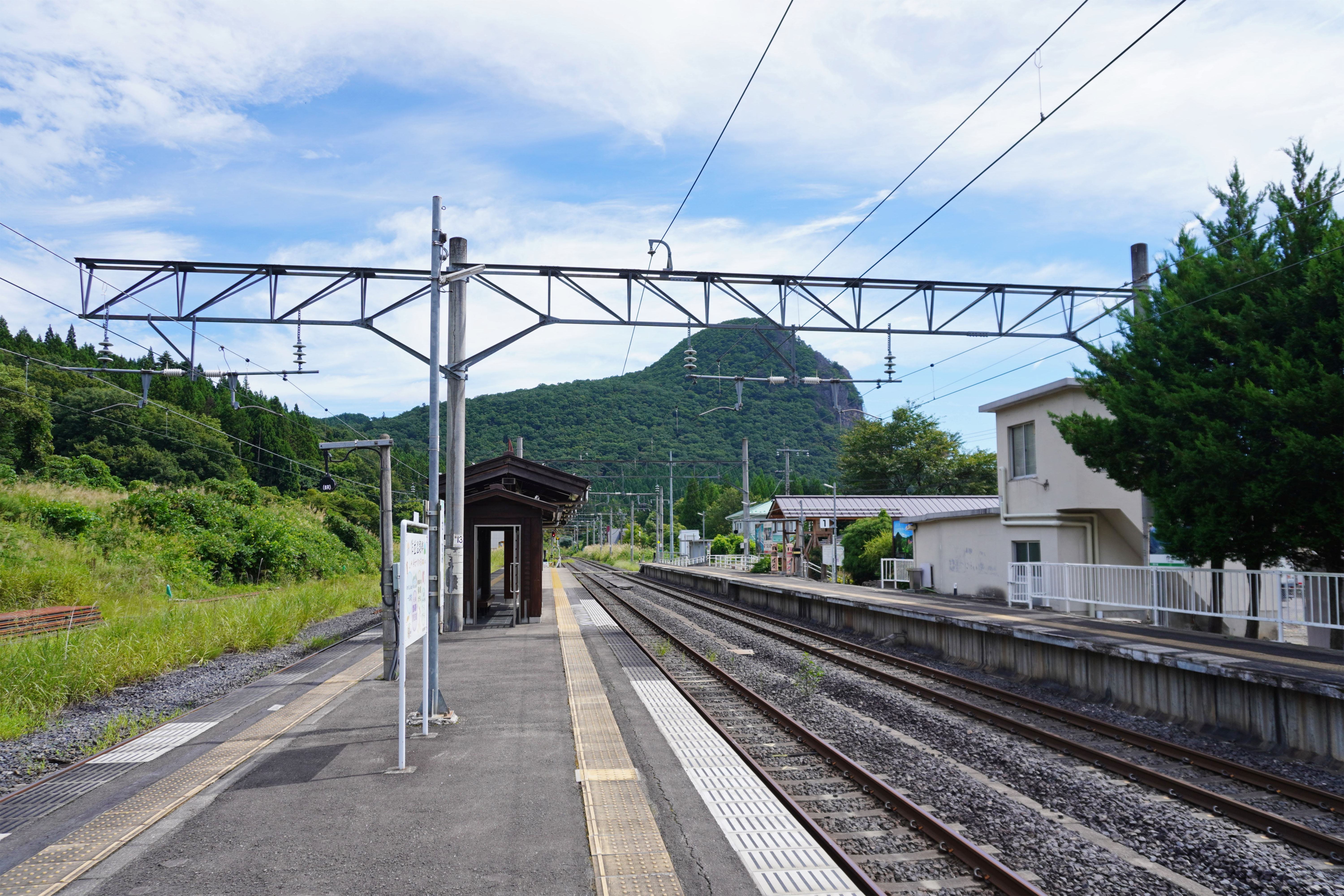
ホーム（2023年9月）
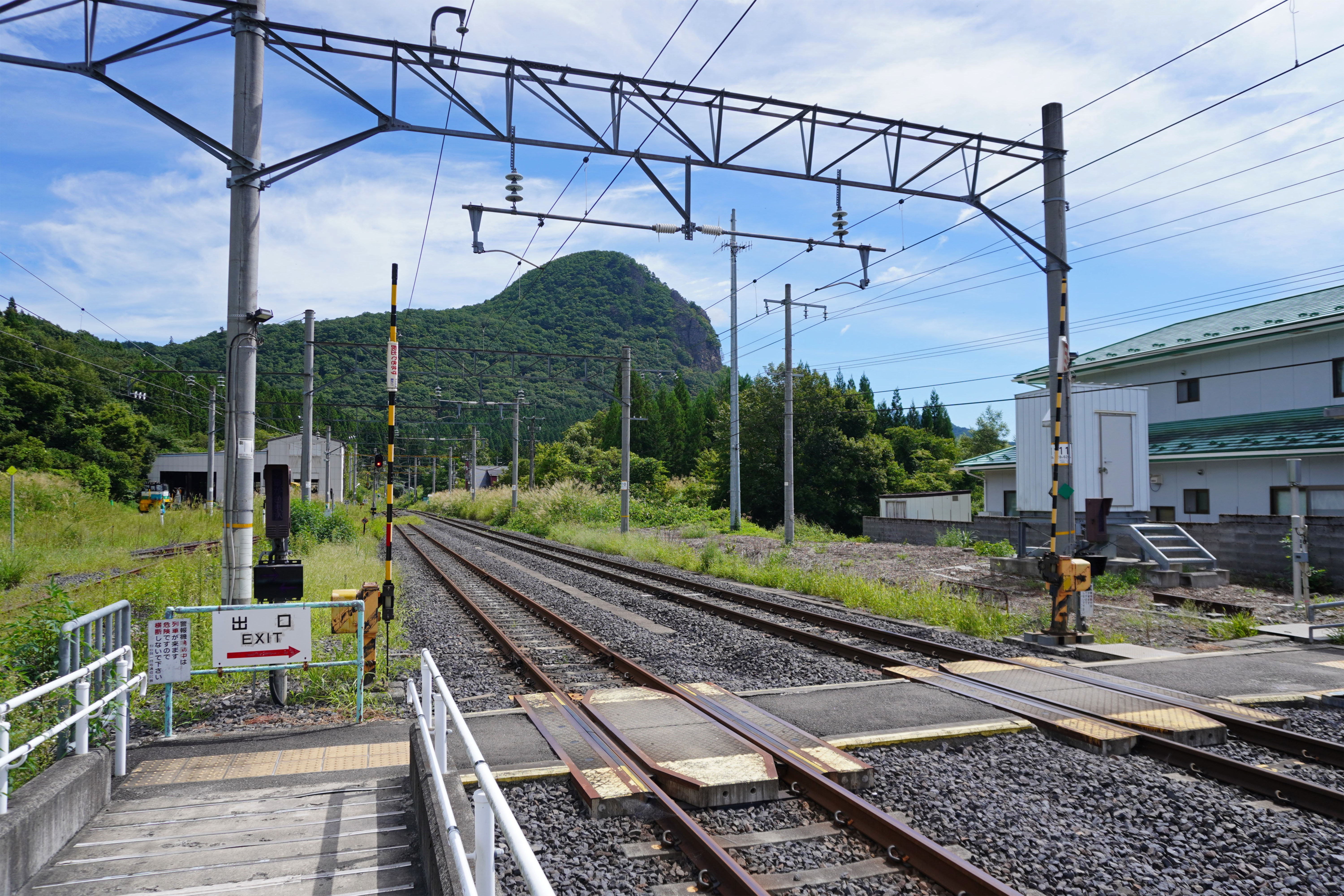
構内踏切（2023年9月）

## 利用状況
JR東日本によると、2023年度（令和5年度）の1日平均乗車人員は115人である。
1957年度（昭和32年度）以降の推移は以下のとおりである。
| 乗車人員・貨物輸送推移 | 乗車人員・貨物輸送推移 | 乗車人員・貨物輸送推移 | 乗車人員・貨物輸送推移 | 乗車人員・貨物輸送推移 | 乗車人員・貨物輸送推移 | 乗車人員・貨物輸送推移 |
| 年度                   | 1日平均乗車人員        | 1日平均乗車人員        | 1日平均乗車人員        | 貨物輸送               | 貨物輸送               | 出典                   |
| 年度                   | 定期外                 | 定期                   | 合計                   | 貨物発                 | 貨物着                 | 出典                   |
| ---------------------- | ---------------------- | ---------------------- | ---------------------- | ---------------------- | ---------------------- | ---------------------- |
| 1957年（昭和32年）     |                        |                        | 377                    | 4.7t                   | 9.1t                   | [ 19 ]                 |
| 1960年（昭和35年）     |                        |                        | 433                    | 3.2t                   | 4.5t                   | [ 19 ]                 |
| 1970年（昭和45年）     |                        |                        | 216                    | 5t                     | 32t                    |                        |
| 1980年（昭和55年）     |                        |                        | 140                    | 1t                     | 11t                    |                        |
| 1990年（平成02年）     | 183                    | 106                    | 289                    | 廃止                   | 廃止                   | [ 市 1 ]               |
| 1999年（平成11年）     | 164                    | 87                     | 251                    | 廃止                   | 廃止                   | [ 市 2 ]               |
| 2000年（平成12年）     | 161                    | 91                     | 252                    | 廃止                   | 廃止                   | [ J 2 ] [ 市 2 ]       |
| 2001年（平成13年）     | 156                    | 83                     | 249                    | 廃止                   | 廃止                   | [ J 3 ] [ 市 2 ]       |
| 2002年（平成14年）     | 147                    | 88                     | 235                    | 廃止                   | 廃止                   | [ J 4 ] [ 市 3 ]       |
| 2003年（平成15年）     | 157                    | 80                     | 237                    | 廃止                   | 廃止                   | [ J 5 ] [ 市 3 ]       |
| 2004年（平成16年）     | 158                    | 82                     | 240                    | 廃止                   | 廃止                   | [ J 6 ] [ 市 3 ]       |
| 2005年（平成17年）     | 156                    | 78                     | 233                    | 廃止                   | 廃止                   | [ J 7 ] [ 市 3 ]       |
| 2006年（平成18年）     | 157                    | 68                     | 225                    | 廃止                   | 廃止                   | [ J 8 ] [ 市 3 ]       |
| 2007年（平成19年）     | 161                    | 69                     | 229                    | 廃止                   | 廃止                   | [ J 9 ] [ 市 4 ]       |
| 2008年（平成20年）     |                        |                        | 206                    | 廃止                   | 廃止                   | [ J 10 ] [ 市 5 ]      |
| 2009年（平成21年）     |                        |                        | 189                    | 廃止                   | 廃止                   | [ J 11 ] [ 市 5 ]      |
| 2010年（平成22年）     |                        |                        | 179                    | 廃止                   | 廃止                   | [ J 12 ] [ 市 5 ]      |
| 2011年（平成23年）     |                        |                        | 142                    | 廃止                   | 廃止                   | [ J 13 ] [ 市 5 ]      |
| 2012年（平成24年）     | 93                     | 74                     | 167                    | 廃止                   | 廃止                   | [ J 14 ] [ 市 5 ]      |
| 2013年（平成25年）     | 88                     | 76                     | 165                    | 廃止                   | 廃止                   | [ J 15 ] [ 市 6 ]      |
| 2014年（平成26年）     | 121                    | 73                     | 194                    | 廃止                   | 廃止                   | [ J 16 ] [ 市 6 ]      |
| 2015年（平成27年）     | 140                    | 66                     | 206                    | 廃止                   | 廃止                   | [ J 17 ] [ 市 6 ]      |
| 2016年（平成28年）     | 133                    | 59                     | 192                    | 廃止                   | 廃止                   | [ J 18 ] [ 市 6 ]      |
| 2017年（平成29年）     | 130                    | 56                     | 186                    | 廃止                   | 廃止                   | [ J 19 ] [ 市 6 ]      |
| 2018年（平成30年）     | 126                    | 60                     | 186                    | 廃止                   | 廃止                   | [ J 20 ] [ 市 7 ]      |
| 2019年（令和元年）     | 115                    | 51                     | 166                    | 廃止                   | 廃止                   | [ J 21 ] [ 市 7 ]      |
| 2020年（令和02年）     | 50                     | 34                     | 85                     | 廃止                   | 廃止                   | [ J 22 ] [ 市 7 ]      |
| 2021年（令和03年）     | 43                     | 30                     | 74                     | 廃止                   | 廃止                   | [ J 23 ] [ 市 7 ]      |
| 2022年（令和04年）     | 非公表                 | 非公表                 | 非公表                 | 廃止                   | 廃止                   |                        |
| 2023年（令和05年）     | 83                     | 31                     | 115                    | 廃止                   | 廃止                   | [ J 1 ]                |

1日平均乗車人員（単位：人/日）

## 駅周辺
駅の北は山で、駅前から南にごく短い宮城県道133号作並停車場線を経て、国道48号に通じる。周辺は作並地区の中心で、住宅が集まるが、商店街はない。また作並温泉街から離れているため、後述の通り旅館からの送迎バスが発着している。
下流方向、東にある山は鎌倉山である。山の麓を通り過ぎたところ、駅から東に約1.5キロメートルのところに、ニッカウヰスキー仙台工場（宮城峡蒸留所）がある。

### バス路線

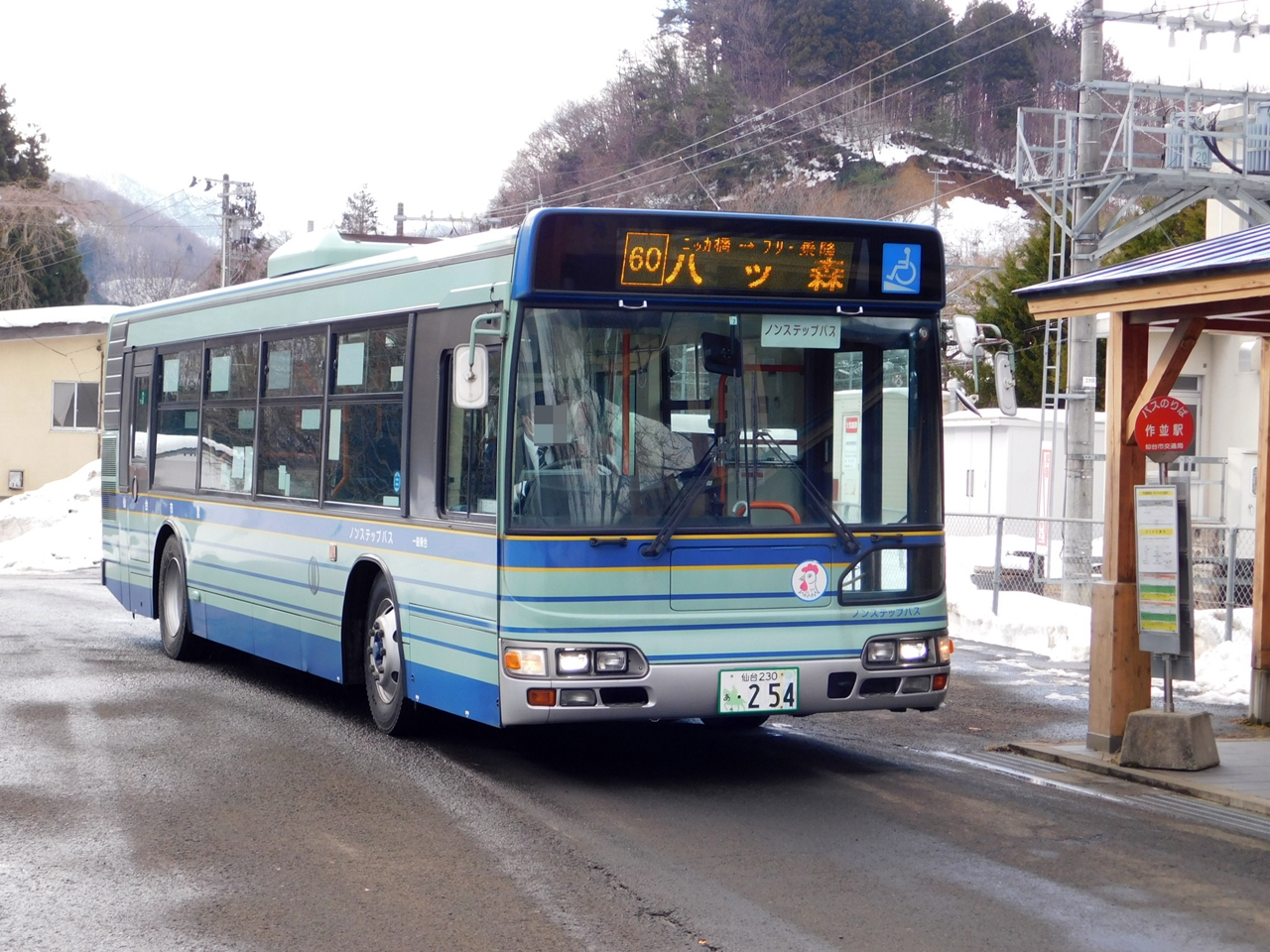
2021年4月に廃止された「作並駅」停留所

国道48号沿いに「作並駅前」停留所があり、仙台市営バスの仙台駅、作並温泉方面への路線がある。かつては駅前に「作並駅」停留所があったが、2021年（令和3年）4月1日の八ツ森線廃止に伴い廃止された。また、かつては作並駅バス停を経由しての作並温泉行も設定されていたが、旅館の送迎バスが列車発着時に運行しているために廃止になった。

## 作並簡易郵便局

### 概要
2023年（令和5年）6月30日をもって作並郵便局が廃止となり、その代替局として作並簡易郵便局が設置されることとなった。

### 沿革
- 2023年（令和5年）12月26日：「日本郵便とJR東日本の地域・社会の活性化に関する協定」に基づき[報道 4]、当局業務と作並駅窓口業務の一体的な運営を開始すると発表[報道 1]。
- 2024年（令和6年）1月24日：作並簡易郵便局として開局[報道 1][新聞 2]。東北地方の郵便局で駅業務を請け負うのは当局が初[新聞 2][新聞 6]であり、民間企業が行うのは全国初[新聞 7]。

### 取扱内容
以下は、日本郵便とJR東日本により、仙台市の不動産管理会社に業務を委託して運営している。
- 郵便、印紙、ゆうパック[21][報道 1]
- 貯金、為替、振替[21][報道 1]
- 生命保険[報道 1]（保険料の払い込みや満期保険金の受け取りのみ[21]）
- カタログ販売、店頭販売[報道 1]
- 乗車券類の発売、列車の発車時刻および運賃の案内[報道 1]

## 隣の駅
東日本旅客鉄道（JR東日本）
■仙山線
□快速
愛子駅 - 作並駅 - 山寺駅
■普通
熊ケ根駅 - **（臨）西仙台ハイランド駅 - 作並駅 - **（臨）八ツ森駅 - *奥新川駅 - 山寺駅
*:一部の普通列車は奥新川駅および面白山高原駅を通過する。
**:打消線は廃駅

### 記事本文

#### 報道発表資料
1. 1 2 3 4 5 6 7 8 9 10 11 12 13 14 15  『仙山線作並駅における郵便局窓口業務と駅窓口業務の一体運営の開始』（PDF）（プレスリリース）日本郵便東北支社／東日本旅客鉄道東北本部、2023年12月26日。オリジナルの2023年12月26日時点におけるアーカイブ。2023年12月26日閲覧。
2. ↑  『Suicaの一部サービスをご利用いただける駅が増えます』（PDF）（プレスリリース）東日本旅客鉄道、2013年11月29日。オリジナルの2023年12月26日時点におけるアーカイブ。
3. ↑  『Suicaエリア外もチケットレスで! 東北エリアから「えきねっとQチケ」がはじまります』（PDF）（プレスリリース）東日本旅客鉄道、2024年7月11日。オリジナルの2024年7月11日時点におけるアーカイブ。2024年8月11日閲覧。
4. ↑  『日本郵便とJR東日本の地域・社会の活性化に関する協定の締結』（PDF）（プレスリリース）日本郵便／東日本旅客鉄道、2018年6月11日。オリジナルの2018年12月15日時点におけるアーカイブ。2023年12月26日閲覧。

#### 新聞記事
1. 1 2  「JR作並駅 85周年イベント」『交通新聞』交通新聞社、2016年9月1日。
2. 1 2 3 4  「JR作並駅舎に郵便局 2024年1月24日に新設 駅窓口業務と一体」『河北新報』2023年12月27日。オリジナルの2023年12月30日時点におけるアーカイブ。2023年12月30日閲覧。
3. 1 2 3  「JR仙山線作並駅 転車台威容現す 市民グループが発掘」『河北新報』2014年5月4日。オリジナルの2014年8月13日時点におけるアーカイブ。2024年10月2日閲覧。
4. ↑  「国鉄各線で営業近代化」『交通新聞』交通協力会、1971年1月31日、1面。
5. ↑  「＜東仙台駅＞築74年の木造駅舎お別れ」『河北新報』河北新報社、2015年9月9日。オリジナルの2016年3月23日時点におけるアーカイブ。2016年3月23日閲覧。
6. 1 2 3 4  「JR作並駅に郵便局開設 東北初の駅窓口業務も兼任」『日本経済新聞』2024年1月24日。オリジナルの2024年1月24日時点におけるアーカイブ。2024年1月24日閲覧。
7. ↑  「JR駅舎内に簡易郵便局、無人駅になっていた駅の業務と「一体運営」…民間企業では全国初」『読売新聞』2024年1月26日。2024年1月26日閲覧。

### 利用状況
JR東日本
1. 1 2  “各駅の乗車人員（2023年度）”.   東日本旅客鉄道. 2024年7月23日閲覧。
2. ↑  “各駅の乗車人員（2000年度）”.   東日本旅客鉄道. 2019年2月18日閲覧。
3. ↑  “各駅の乗車人員（2001年度）”.   東日本旅客鉄道. 2019年2月18日閲覧。
4. ↑  “各駅の乗車人員（2002年度）”.   東日本旅客鉄道. 2019年2月18日閲覧。
5. ↑  “各駅の乗車人員（2003年度）”.   東日本旅客鉄道. 2019年2月18日閲覧。
6. ↑  “各駅の乗車人員（2004年度）”.   東日本旅客鉄道. 2019年2月18日閲覧。
7. ↑  “各駅の乗車人員（2005年度）”.   東日本旅客鉄道. 2019年2月18日閲覧。
8. ↑  “各駅の乗車人員（2006年度）”.   東日本旅客鉄道. 2019年2月18日閲覧。
9. ↑  “各駅の乗車人員（2007年度）”.   東日本旅客鉄道. 2019年2月18日閲覧。
10. ↑  “各駅の乗車人員（2008年度）”.   東日本旅客鉄道. 2019年2月18日閲覧。
11. ↑  “各駅の乗車人員（2009年度）”.   東日本旅客鉄道. 2019年2月18日閲覧。
12. ↑  “各駅の乗車人員（2010年度）”.   東日本旅客鉄道. 2019年2月18日閲覧。
13. ↑  “各駅の乗車人員（2011年度）”.   東日本旅客鉄道. 2019年2月18日閲覧。
14. ↑  “各駅の乗車人員（2012年度）”.   東日本旅客鉄道. 2019年2月18日閲覧。
15. ↑  “各駅の乗車人員（2013年度）”.   東日本旅客鉄道. 2019年2月18日閲覧。
16. ↑  “各駅の乗車人員（2014年度）”.   東日本旅客鉄道. 2019年2月18日閲覧。
17. ↑  “各駅の乗車人員（2015年度）”.   東日本旅客鉄道. 2019年2月18日閲覧。
18. ↑  “各駅の乗車人員（2016年度）”.   東日本旅客鉄道. 2019年2月18日閲覧。
19. ↑  “各駅の乗車人員（2017年度）”.   東日本旅客鉄道. 2019年2月18日閲覧。
20. ↑  “各駅の乗車人員（2018年度）”.   東日本旅客鉄道. 2019年7月18日閲覧。
21. ↑  “各駅の乗車人員（2019年度）”.   東日本旅客鉄道. 2020年7月12日閲覧。
22. ↑  “各駅の乗車人員（2020年度）”.   東日本旅客鉄道. 2021年7月11日閲覧。
23. ↑  “各駅の乗車人員（2021年度）”.   東日本旅客鉄道. 2022年8月11日閲覧。

仙台市統計書
1. ↑  “12　交通・運輸・通信” (PDF). 仙台市統計書（平成3年版）-12.交通・運輸・通信.   仙台市. p. 290・291. 2024年9月25日時点のオリジナルよりアーカイブ。2024年9月25日閲覧。
2. 1 2 3  “121.仙台市内JR各駅の旅客輸送状況” (xls). 仙台市統計書（平成14年版）-13.交通・運輸・通信.   仙台市. 2024年9月24日時点のオリジナルよりアーカイブ。2024年9月25日閲覧。
3. 1 2 3 4 5  “116.仙台市内JR各駅の旅客輸送状況（一日平均乗車人員）” (xls). 仙台市統計書（平成19年版）.   仙台市. 2024年9月24日時点のオリジナルよりアーカイブ。2024年9月25日閲覧。
4. ↑  “116.仙台市内JR各駅の旅客輸送状況（一日平均乗車人員）” (xls). 仙台市統計書（平成20年版）.   仙台市. 2024年9月24日時点のオリジナルよりアーカイブ。2024年9月25日閲覧。
5. 1 2 3 4 5  “107.仙台市内JR各駅の旅客輸送状況（一日平均乗車人員）” (xls). 仙台市統計書（平成25年版）.   仙台市. 2024年9月24日時点のオリジナルよりアーカイブ。2024年9月25日閲覧。
6. 1 2 3 4 5  “13-1.仙台市内JR各駅の旅客輸送状況（一日平均乗車人員）” (Excel). 仙台市統計書（平成30年版）.   仙台市. 2019年5月9日時点のオリジナルよりアーカイブ。2019年5月9日閲覧。
7. 1 2 3 4  “13-1.仙台市内JR各駅の旅客輸送状況（一日平均乗車人員）” (xlsx). 仙台市統計書（令和4年版）.   仙台市. 2024年9月24日時点のオリジナルよりアーカイブ。2024年9月25日閲覧。